# الدار البيضاء (بلاد الروس)

تعديل مصدري - تعديل

الدار البيضاء هي إحدى قرى عزلة ربع اولاد حسن بمديرية بلاد الروس التابعة لمحافظة صنعاء، بلغ تعداد سكانها 838 نسمة حسب تعداد اليمن لعام 2004.